# Quatuor à cordes no 14 de Dvořák
Pour les articles homonymes, voir Quatuor à cordes no 14 et [[:Quatuor à cordes no 14]].
Le Quatuor à cordes no 14 en la bémol majeur, B. 193 (op. 105) d'Antonín Dvořák est le dernier du compositeur (en termes de date d'achèvement).

## Historique
Il a été terminé en 1895, durant son retour en Bohême après son séjour américain. Il a d'ailleurs été commencé sur le nouveau continent en mars de cette année et sa gestation a duré près de 6 mois, ce qui est particulièrement long pour le musicien. Il écrivit et acheva la partition de son treizième quatuor (op. 106) avant de terminer son op. 105. Il se consacra par la suite presque exclusivement à ses poèmes symphoniques. 
La création publique eut lieu le 10 novembre 1896 à Vienne par le Quatuor Rosé et le 20 décembre 1896 à New York par le Quatuor de Bohême.

## Structure
Il comprend quatre mouvement et dure un peu moins de quarante minutes. Le premier mouvement s'ouvre par une introduction au violoncelle, rejoint par les autres instruments. Le troisième mouvement est un chant choral composé le jour de Noël 1895. Le thème du dernier mouvement sera repris dans le poème symphonique Le chant du héros op 111 écrit en 1897 : il débute par quelques notes dans une atmosphère angoissante au violoncelle qui évolue rapidement vers une danse joyeuse.
1. Adagio ma non troppo – Allegro appassionato
2. Molto vivace
3. Lento e molto cantabile
4. Allegro ma non troppo.

Durée : 33 minutes